# Hochschule für Musik und Theater "Felix Mendelssohn Bartholdy" Leipzig
Hochschule für Musik und Theater "Felix Mendelssohn Bartholdy" Leipzig (forkortet HMT Leipzig) er et statsligt musikkonservatorium i Leipzig. Det blev grundlagt i 1843 af pianisten, komponisten og kapelmester ved Gewandhausorkesteret, Felix Mendelssohn Bartholdy, under navnet Conservatorium der Musik og er det ældste musikkonservatorium i Tyskland. Det udviklede sig hurtigt til at blive en af de mest velrenommerede i Europa.
Konservatoriet er et af 365 steder udvalgt i 2009 af Tysklands regering og ministeriet for industri og handel til kampagnen Deutschland – Land der Ideen.

## Navn
Konservatoriet har haft flere navne
- 1843–1876: Conservatorium der Musik
- 1876–1924: Königliches Konservatorium der Musik zu Leipzig
- 1924–1941: Landeskonservatorium der Musik zu Leipzig
- 1941–1944: Staatliche Hochschule für Musik, Musikerziehung und darstellende Kunst
- 1946–1972: Staatliche Hochschule für Musik – Mendelssohn-Akademie
- 1972–1992: Hochschule für Musik "Felix Mendelssohn Bartholdy"
- fra 1992: Hochschule für Musik und Theater "Felix Mendelssohn Bartholdy" Leipzig